# فرانك كرامر
فرانك كرامر (بالألمانية: Frank Kramer)‏ (3 مايو 1972 بميمينجين في ألمانيا - ) هو مدرب كرة قدم ولاعب كرة قدم ألماني في مركز الوسط. لعب مع بايرن ميونخ الثاني و1. SC Feucht ‏ و1. FC Nürnberg II ‏ وFC Memmingen ‏ وSpVgg Greuther Fürth II ‏ وفايزماين أوبرماين ‏ وTSV Vestenbergsgreuth ‏.

## وصلات خارجية
- فرانك كرامر على موقع قاعدة بيانات كرة القدم.إي يو (الإنجليزية)
- فرانك كرامر على موقع Soccerway.com (الإنجليزية)
- فرانك كرامر على موقع عالم كرة القدم.نت (الإنجليزية)